# Borgmestre i Moskva
Dette er en liste over borgmestre i Moskva. Fra 1917 til 1991 var lederskabet af byen de-facto i hænderne på Førstesekretæren af Moskva kommunistparti.
Den nuværende (2017) borgmester er Sergej Sobjanin, der har beklædt embedet siden oktober 2010.

## Før 1917
- Tikhon Streshnev (1709-1711)
- Vasili Yershov (1711-1712)
- Mikhail Romodanovsky (1712-1713)
- Alexei Saltykov (1713-1716)
- Kirill Naryshkin (1716-1719)
- Ivan Voyeykov (1719-1726)
- Pyotr Velyaminov-Zernov (1726-1738)
- Ivan Romodanovsky (1727-1729)
- Alexei Pleshcheyev (februar til maj 1727, 1729-1730)
- Vasili Saltykov (marts til oktober 1730)
- Grigori Chernyshev (1731-1735)
- Ivan Baryatinsky (1735-1736)
- Fyodor Balk (1734-1738)
- Boris Yusupov (1738-1740, 1740-1741)
- Ivan Trubetskoy (maj til december 1739)
- Karl Biron (marts til november 1740)
- Vladimir Saltykov (1741-1751)
- Alexander Buturlin (1742-1744, 1762-1763)
- Vasili Levashov (1744-1751)
- Semyon Ushakov (1751-1755)
- Sergei Golitsyn (1753-1756)
- Nikolai Zherebtsov (1755-1762, 1762-1764)
- Pyotr Cherkassky (1760-1762)
- Pyotr Saltykov (1763-1771)
- Grigori Orlov (asebtember til november 1771)
- Mikhail Volkonsky (1771-1780)
- Vasili Dolgorukov-Krymsky (1780-1782)
- Zakhar Chernyshev (1782-1784)
- Jacob Bruce (1784-1786)
- Pyotr Yeropkin (1786-1790)
- Alexander Prozorovsky (1790-1795)
- Mikhail Izmailov (1795-1797)
- Yuri Dolgorukov (maj til november 1797)
- Ivan Saltykov (1797-1804)
- Alexander Bekleshov (1804-1806)
- Timofei Tutolmin (1806-1809)
- Ivan Gudovich (1809-1812)
- Fyodor Rostopchin (1812-1814)
- Alexander Tormasov (1814-1819)
- Dmitry Golitsyn (1820-1844)
- Alexei Shcherbatov (1844-1848)
- Arseniy Zakrevsky (1848-1859)
- Sergei Stroganov (april til sebtember 1859)
- Pavel Tuchkov (1859-1864)
- Mikhail Ofrosimov (1864-1865)
- Vladimir Dolgorukov (1865-1891)
- Apostol Kostanda (1899-1896, februar til maj 1891)
- Storhertug Sergei Alexandrovich Romanov (1891-1905)
- Alexander Kozlov (april til juli 1905)
- Pyotr Durnovo (juli til november 1905)
- Fyodor Dubasov (1905-1906)
- Sergei Gershelman (1906-1909)
- Vladimir Dzhunkovsky (1908-1913)
- Alexander Adrianov (1908-1915)
- Felix Yusupov (maj til september 1915)
- Joseph Mrozovsky (1915-1917)
- Mikhail Chelnokov (1.-6. marts 1917)
- Nikolai Kishkin (marts til sebtember 1917)
- Vadim Rudnev (11. juli til 2. november 1917

## 1917-1990
- Viktor Nogin (sebtember til november 1917)
- Mikhail Pokrovsky (1917-1918)
- Pyotr Smidovich (marts til oktober 1918)
- Lev Kamenev (1918-1926)
- Konstantin Ukhanov (1926-1931)
- Nikolaj Bulganin (1931-1937)
- Ivan Sidorov (1937-1938)
- Alexander Yefremov (1938-1939)
- Vasili Pronin (1939-1944)
- Georgi Popov (1944-1949)
- Mikhail Yasnov (1950-1956)
- Nikolai Bobrovnikov (1956-1961)
- Nikolai Dygai (1961-1963)
- Vladimir Promyslov (11. marts 1963-december 1985)
- Valery Saikin (3. januar 1986-13. april 1990)

## Fra 1990
- Gavriil Popov (april 1990-juni 1992)
- Jurij Luzhkov (juni 1992-2010)
- Sergej Sobjanin (oktober 2010-)